# Mitab
Mitab (Metallindustri i Trosa AB) var ett företag i Trosa (1937–1956), sedermera Karlshamn (1957–1979). Produktionens tonvikt låg på ”det dukade bordets produkter” tillverkade av bland annat tenn, mässing och koppar.

## Historia
Företaget startade 1937 med legotillverkning av matbestick, skrin och askar i nysilver i Trosa. 1948 började man göra brickor i nysilver men också i krom. Man började även gjuta i bly. 1950 började man handgravera brickor i nysilver. 
Efter en brand flyttade verksamheten till Karlshamn 1957. 1960 tillverkade man souvenirer, sparbössor, skålar, cigarettskrin med mera i mässing. 1965 startade tillverkningen av lackerade brickor i aluminium.
1969 slogs MITAB ihop med företaget Ystad-Metall från Ystad. Det gemensamma bolaget Scandia Present AB bildades, och all produktion i Ystad flyttades till Karlshamn.